# Кучук (приток Оби)
Кучук — река в Алтайском крае России. Устье реки находится в 3279 км по левому берегу реки Обь, в селе Кучук. Длина реки составляет 24 км.

## Притоки
- 8 км: Куличиха (пр)
- 16 км: Морозиха (пр)

## Данные водного реестра
По данным государственного водного реестра России относится к Верхнеобскому бассейновому округу, водохозяйственный участок реки — Обь от города Барнаул до Новосибирского гидроузла, без реки Чумыш, речной подбассейн реки — бассейны притоков (Верхней) Оби до впадения Томи. Речной бассейн реки — (Верхняя) Обь до впадения Иртыша.